# Autopohádky (film)
Autopohádky je český animovaný film, který měl premiéru 17. března 2011. 
Na díle se podíleli významní tvůrci, například Břetislav Pojar. Hudbu složila skupina Chinaski.
Film byl natočen na motivy stejnojmenné knížky Jiřího Marka. Film v retro stylu je vzpomínkou na minulá období mimo realitu a čas, věnuje se krásným vztahům mezi lidmi. 